# Fräkensjötjärnarna
Fräkensjötjärnarna är en sjö i Hagfors kommun i Värmland och ingår i Göta älvs huvudavrinningsområde. Sjön har en area på 0,0753 kvadratkilometer och ligger 289,2 meter över havet. Fräkensjötjärnarna ligger i Fräkensjömyrarna Natura 2000-område.

## Delavrinningsområde
Fräkensjötjärnarna ingår i det delavrinningsområde (668038-139424) som SMHI kallar för Utloppet av Bredsjön. Medelhöjden är 305 meter över havet och ytan är 42,17 kvadratkilometer. Det finns inga avrinningsområden uppströms utan avrinningsområdet är högsta punkten. Bredsjöälven som avvattnar avrinningsområdet har biflödesordning 3, vilket innebär att vattnet flödar genom totalt 3 vattendrag innan det når havet efter 384 kilometer. Avrinningsområdet består mestadels av skog (60 procent) och sankmarker (19 procent). Avrinningsområdet har 7,74 kvadratkilometer vattenytor vilket ger det en sjöprocent på 18,3 procent.